# Blåbælg
Blåbælg (Decaisnea fargesii) er en stor, løvfældende busk med en stift opret og meget lidt forgrenet vækst. Frugterne er spiselige.

## Beskrivelse
Blåbælgs vækstform er opret og kun svagt forgrenet. Gamle grene vil dog med tiden blive let overhængende. Barken er først lysegrøn og blådugget, men den bliver snart olivengrøn. Gamle grene er grå og meget præget af de store bladar. Knopperne sidder spredt, og de er store, olivengrønne og aflangt tilspidsede. Bladene er meget store, uligefinnede med 13-25 par småblade, som er ægformede til elliptiske og helrandede. Oversiden er mat lysegrøn, mens undersiden er blågrøn. Høstfarven er grøngul. 
Blomstringen sker i maj-juni, hvor man ser de klokkeformede, grønlige blomster sidde i løse, overhængende klaser. Frugterne er bælgagtige kapsler, som først er gulgrønne, men som hen på sensommeren bliver lyseblå. Frugterne indeholder et klæbrigt og geléagtigt frugtkød og talrige, flade kerner. Frugterne er spiselige.
Rodnettet består af tykke, kødede hovedrødder, som kun er ganske lidt forgrenede, men som når langt ud og dybt ned. 
Højde x bredde og årlig tilvækst: 4,00 x 3,00 m (25 x 20 cm/år). Målene kan anvendes ved udplantning.

## Hjemsted
Busken hører hjemme i bjergskovene i det vestlige og midterste Kina. På bjerget Wa Shan i den kinesiske provins, Sichuan, findes der i højder over 1.800 m nogle lyse blandingsskove med Abies faberi (en art af Ædelgran) som det dominerende træ. Her vokser arten sammen med bl.a. Almindelig Kvalkved (subsp. calvescens), Bjerg-Skovranke, Dværg-Kvalkved, Enkianthus deflexus (en art af Pagodebusk), Etage-Kornel, Euonymous sanguineus (en art af Benved), Guld-Skovranke, Have-Hortensia, Himalaya-Birk, Kamæleonbusk, Kinesisk Lind, Kinesisk Prydæble, Kinesisk Styrax, Klatre-Brombær, Klatre-Hortensia, Komarov-Syren, Korea-Kornel (subsp. chinensis), Lancetbladet Berberis (var. lanceifolia), Moupine-Pil, Nikkende Skovranke, Omei-Rose, Perny-Kristtorn, Primula incisa (en art af Kodriver), Pterocarya macroptera var delavayi (en art og underart af Vingevalnød), Quercus serrata (en art af Eg), Rhododendron argyrophyllum, Rhododendron calophytum, Rhododendron discolor, Rhododendron nitidulum, Rhododendron pingianum (arter af Rododendron), Rubladet Hortensia, Sargent-Røn, Småbladet Berberis, Sort Gedeblad, Tyrkisk Løn (subsp. sinicum), Udspærret Dværgmispel, Vorte-Berberis og Tsuga yunnanensis (en art af Hemlock)

## Galleri
- Vækstform
- Blomster
- Frugter
- Løv

## Note
1. ↑  Chris Callaghan: Wa Shan – Emei Shan, a further comparison Arkiveret 8. august 2016 hos  Wayback Machine – en sammenligning mellem påstået fundne arter på Emei Shan og dem, man finder på Wa Shan (engelsk)

| Portal | Portal:Botanik |